# Gmina Nørre Alslev
Gmina Nørre Alslev (duń. Nørre Alslev Kommune) była w latach 1970–2006 (włącznie) jedną z gmin w Danii w okręgu Storstrøms Amt. Siedzibą władz gminy było miasto Nørre Alslev. Gmina Nørre Alslev została utworzona 1 kwietnia 1970 na mocy reformy podziału administracyjnego Danii. Po kolejnej reformie w 2007 r. weszła w skład gminy Guldborgsund.

## Dane liczbowe
- Liczba ludności: (♀ 4865 + ♂ 4730) = 9595
  - wiek 0-6: 7,3%
  - wiek 7-16: 12,7%
  - wiek 17-66: 63,3%
  - wiek 67+: 16,7%
- zagęszczenie ludności: 53,0 osób/km²
- bezrobocie: 5,2% osób w wieku 17-66 lat
- cudzoziemcy z UE, Skandynawii i USA: 102 na 10 000 osób
- cudzoziemcy z krajów Trzeciego Świata: 152 na 10 000 osób
- liczba szkół podstawowych: 3 (liczba klas: 50)